# Американська асоціація юристів
Американська асоціація юристів (англ. American Bar Association) — національне об'єднання юристів США. Незважаючи на назву, приймає в свої члени не тільки американських юристів, а й юристів інших країн світу, є однією з найбільших асоціацій у світі.
Серед своїх основних цілей, організація декларує вироблення нормативів юридичної освіти для профільних вишів та розробку етичних стандартів для юристів різних спеціалізацій (зокрема, правила реклами юридичних послуг).